# William Guybon Atherstone
William Guybon Atherstone, né le 27 mai 1814 à Zion Hill à Nottingham, et mort le 26 juin 1898 à Grahamstown, est un médecin, botaniste et géologue britannique. Il est l'un des pionniers de la géologie sud-africaine.

## Biographie
William Guybon Atherstone naît le 27 mai 1814 à Zion Hill, Nottingham. Il est l'aîné des huit enfants de John Atherstone (1791-1855), médecin et chirurgien, et de sa première femme, Elizabeth (1781/2-1838).
Après avoir obtenu son diplôme de docteur en médecine, il s'installe très tôt comme médecin à Grahamstown, devenant ensuite F.R.C.S. En 1839, son intérêt pour la géologie est éveillé et, à partir de cette date, il « consacre le loisir d'une longue et fructueuse pratique médicale » à la poursuite de la science géologique. En 1857, il publie un compte rendu des roches et des fossiles d'Uitenhage (ce dernier décrit plus en détail par R. Tate, Quart. Journal Geol. Soc., 1867). Il obtient également de nombreux reptiles fossiles des gisements de Karroo et présente des spécimens au British Museum. Ils sont décrits par Sir Richard Owen. Le repérage d'Atherstone en 1867 d'un diamant trouvé à De Kalk près de la jonction des rivières Riet et Vaal, conduit indirectement à l'établissement de la grande industrie du diamant en Afrique du Sud. Il encourage les travaux de Jagersfontein, et il attire également l'attention sur la veine diamantifère à Kimberley. Il est l'un des fondateurs de la Société géologique d'Afrique du Sud à Johannesburg en 1895; et pendant quelques années auparavant, il a été membre du Parlement du Cap.
Il meurt le 26 juin 1898 à Grahamstown.